# Loxaspilates arisana
Loxaspilates arisana là một loài bướm đêm trong họ Geometridae.